# Wigmore Hall

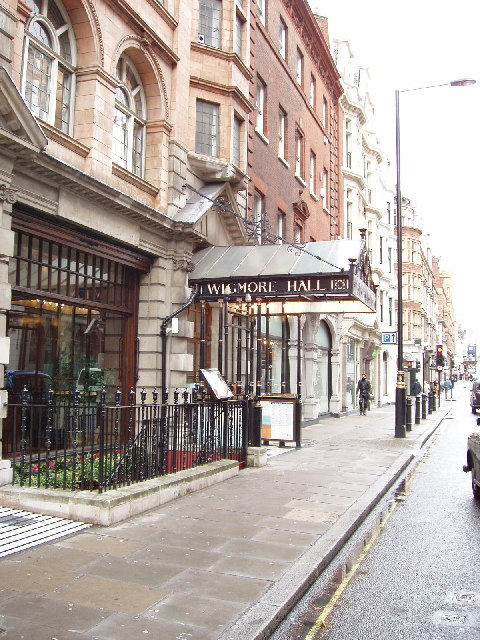
Londyński Wigmore Hall w 2011

Wigmore Hall – londyńska sala koncertowa goszcząca kameralistów i wokalistów z całego świata. Odbywają się tam koncerty muzyki kameralnej, instrumentów solowych i na głosy z towarzyszeniem fortepianu. Placówka mieści się w Londynie przy 36 Wigmore Street.

## Historia
Pierwotnie sala nosiła nazwę Bechstein Hall. Została zbudowana w latach 1899–1901 na zamówienie niemieckiej wytwórni fortepianów C. Bechstein Pianofortefabrik. Miała 550 miejsc siedzących i frontowy salon wystawowy, w którym eksponowano sprzedawane przez wytwórnię instrumenty.
Bechstein zaangażował słynnego brytyjskiego architekta wnętrz Thomasa Edwarda Collcutta – autora wystroju także w Royal Opera House – by zaprojektował wnętrza w stylu neorenesansowym. Foyer było bogato zdobione czerwonym marmurem Werony i Numidii, posadzki wyłożono marmurem czarnym i białym, a schody marmurem sycylijskim. Mahoniowa boazeria z lasów San Domingo zdobiła ściany audytorium, zaś pilastry i fryzy zwieńczone były pozłacaną sztukaterią. Słynną secesyjną kopułę nad sceną zaprojektował Gerard Moira, a Frank Lynn Jenkins wykonał alegoryczny obraz przedstawiający Ducha Muzyki, który wznosi ręce do Geniusza Harmonii ukazanego pod postacią kuli wiecznego ognia. Bechstein zadbał też o to, by sala miała jak najlepszą akustykę.
Bechstein Hall zainaugurował działalność 31 maja 1901 koncertem z udziałem wirtuoza fortepianu i kompozytora Ferruccio Busoniego oraz skrzypka i kompozytora Eugène’a Ysaÿe’a. Placówka szybko stała się popularna. Frekwencja była tak duża, że w 1902 Bechstein Hall dał blisko 300 koncertów z udziałem takich światowej sławy artystów jak Artur Schnabel, Pablo Sarasate, Percy Grainger, Myra Hess, Artur Rubinstein, Camille Saint-Saëns i Max Reger.
5 czerwca 1916 – w połowie I wojny światowej – rząd brytyjski nakazał konfiskatę wszystkich spółek zależnych niemieckich firm działających na terenie Wielkiej Brytanii. Bechstain Hall został zamknięty i sprzedany na aukcji w listopadzie 1916. Szybko jednak, bo już w 1917, placówka została ponownie otwarta pod nazwą Wigmore Hall. Występowali tam wówczas: Elisabeth Schwarzkopf, Siergiej Prokofjew, Paul Hindemith, Andrés Segovia, Benjamin Britten i Francis Poulenc.

## Czasy współczesne
Obecnie Wigmore Hall ma ugruntowaną renomę prestiżowego miejsca na artystycznej mapie świata. Daje 400 koncertów rocznie. W 2004 został odrestaurowany i rok później wznowił działalność. Odtąd przeżywa swój renesans głównie dzięki starannie zaplanowanym koncertom i doborowi wybitnych artystów, wśród których należy wymienić Thomasa Allena, Joshuę Bella, Iana Bostridge’a, Bernardę Fink, Susan Graham, Angelę Hewitt, Henninga Kraggeruda, Anne Sofie von Otter, Thomasa Quasthoffa, Ruggiera Ricci, Andrása Schiffa, Iwonę Sobotkę, Camillę Wicks, Maksima Wiengierowa i in.
Raz w tygodniu, za pośrednictwem BBC Radio3 lub przekazu online (live streaming) nadawany jest koncert na żywo, przyciągający kilkaset tysięcy słuchaczy i internautów na całym świecie. Koncerty te są nagrywane przez założoną w tym celu wytwórnię płytową Wigmore Hall Live.
Oferowany jest także bogaty program edukacyjny. Prowadzone są koncerty i warsztaty rodzinne, koncerty dla niemowląt i ich rodziców, dla dzieci w wieku od 2 do 5 lat, skrócone kursy dla młodzieży, kursy mistrzowskie z udziałem artystów występujących w Wigmore Hall i inne formy edukacji muzycznej.
Wigmore Hall organizuje również międzynarodowe konkursy wykonawcze – odbywający się co 3 lata od lipca 2010 konkurs kwartetów smyczkowych Wigmore Hall International String Quartet Competition, wcześniej znany jako The London International String Quartet Competition oraz od 1997 konkurs wokalny Wigmore Hall/Kohn Foundation International Song Competition.